# Jean-Michel Renaitour
Pierre André Tournaire, dit Jean-Michel Renaitour, né le 31 mars 1896 à Paris et mort le 12 décembre 1986 dans la même ville, est un homme de lettres et homme politique français.

## Parcours
Fils de Georges Tournaire, homme de lettres et conférencier, il passe son enfance dans le Cher. Il est ensuite élève au Lycée Charlemagne puis au lycée Henri-IV à Paris. Vers 1912, il prend le pseudonyme de Jean-Michel Renaitour formé sur une anagramme de son nom. Il publie des poèmes et fonde à 16 ans, en mai 1912, et dirige une petite revue littéraire, L'Essor,, liée à un cercle littéraire, la Biche. Il commence à fréquenter les milieux littéraires parisiens, est ami avec Hubert-Fillay de Blois, l'un des fondateurs de L'Ecole de la Loire, qui regroupe toute sorte d'artistes et d'écrivains sur le Val de Loire.
Après le début de la Première Guerre mondiale, il poursuit la publication de sa revue et défend en septembre 1915 Romain Rolland et son texte Au-dessus de la mêlée, dans le périodique Le Bonnet rouge,. Devançant l'appel, il s'engage dans l'armée en novembre 1915. Il est pilote de bombardier pendant la Première Guerre mondiale et reçoit la croix de guerre 1914-1918 au début de l'année 1918, avec le citation suivante : « Pilote remarquable, animé du plus bel esprit. A exécuté, le 28 mars 1918, trois bombardements au cours de la même nuit, et obtenu des résultats sérieux »,. Durant cette guerre, il a pu continuer à publier (La muse et les ailes, en 1917) et à fréquenter les cafés parisiens. Si L'Essor a publié des poèmes patriotiques antiallemands au début du conflit, Renaitour écrit une ode à Rolland, une ode à Liebknecht. Dans ses poèmes, il dit « aimer les pèlerins têtus de Kiental », fustige Maurice Barrès le « revanchard ». Sa plaquette Arès, le mauvais dieu est dédiée à « Pierre Brizon, député de l'Allier, et à son courageux pacifisme ».

Démobilisé en 1919, il poursuit sa carrière de poète, de romancier et de journaliste. Il se décrit ainsi en 1922 : 

« Laissez-moi vous dire que je connais un jeune homme qui me ressemble comme un frère. Il a 26 ans. Il essaye depuis la guerre de gagner sa vie en écrivant. Il a commencé par publier, à ses frais, trois livres de poèmes. Sa désillusion fut rapide. Les vers ne se vendent pas. Alors, il a fait des romans. Mais un roman de jeune ne rapporte à son auteur qu'un ou deux billets de mille et il ne peut guère en publier que deux par an. On ne peut donc pas gagner sa vie dans la littérature. Ajouterai-je que mon ami a l'intention de s'obstiner, et qu'il n'a pas encore sollicité de place chez l'épicier du coin. »

Il donne des conférences, collabore à des revues comme Renaitre (1920), La Herse (1921-1922), La Renaissance (1922), La Griffe, La Revue mondiale, publie quelques contes dans des quotidiens comme L’Œuvre ou Le Quotidien, est rédacteur en chef d'une revue littéraire, Le Parthénon à partir de 1925. Il est récompensé en 1923 pour son dernier roman en date par un prix, la Bourse nationale de voyage littéraire (appelée aussi le « prix national de littérature »), dotée par le ministère de l'instruction publique de 3 000 francs.
Il milite dans le même temps à l'extrême gauche. Membre de la SFIO depuis 1913, il adhère brièvement au groupe des étudiants révolutionnaires, constitué en janvier 1919, collabore à des journaux de gauche comme Le Journal du peuple. Il écrit une tribune dans Le Populaire en octobre 1920 dans laquelle il se déclare partisan d'un « idéal de paix extérieure et de lutte des classes » mais méfiant à l'égard des 21 conditions posées par le « rigorisme moscovite » pour l'adhésion à l'Internationale communiste, puis signe le mois suivant le manifeste du Comité pour la reconstruction de l’Internationale ouvrière, qui demande l'adhésion mais avec des réserves. Il demeure à la SFIO après la scission entre socialistes et communistes issue du congrès de Tours de décembre 1920,. Il reste membre de ce parti socialiste jusqu'à son exclusion de la fédération de l'Yonne en 1928.
Il débat souvent au Club du Faubourg à partir de 1919 et intègre le bureau de la Conférence Molé-Tocqueville : secrétaire en 1921-1922, vice-président en 1922-1923 et président en 1926-1927.
Auteur d'une ode au sport, Les Olympiques, il tient la rubrique sportive du quotidien La France en 1924, collabore ensuite aux périodiques Les Sports et L'Auto, y compris après son élection en 1928. Il préside des clubs sportifs à Paris et dans l'Yonne, pratique la natation au club des nageurs de Paris (CNP) dont il devient le président de la commission de la propagande puis le président d'honneur. Il publie en 1934 Vive le sport et est membre du comité directeur de la Fédération française de natation et du groupe sportif de la Chambre des députés, dont il devient l'un des vice-présidents. Il préside depuis 1927 le groupement L'Icare, qui cherche à vulgariser l'aéronautique.
Renaitour est franc-maçon. Selon les Documents maçonniques, il aurait été orateur-adjoint en 1924 de la Loge Francisco Ferrer, de la Grande Loge de France.
Il collabore de 1924 à 1927 au mensuel pacifiste Les Libérés de toutes les guerres publié à Lyon par Victor Margueritte et cosigne en 1925 le manifeste pacifiste de ce dernier, hostile au traité de Versailles de 1919. Cet ancien combattant pacifiste est membre de la Fédération nationale des combattants républicains (FNCR) d'André Jacques Fonteny, liée aux socialistes et aux francs-maçons. Président d'honneur de la section d'Auxerre, il assiste à sa réunion constitutive en 1930. Aux réunions également et aux congrès départementaux de la fédération de l'Yonne, constituée en 1925, de cette association. Il y tient des discours pacifistes et en faveur des « idées républicaines et démocratiques » et du Front populaire; il affirme en 1938 que le Front populaire a permis d'assurer « la sécurité de la France et la paix universelle ». Il accueille dans sa ville d'Auxerre en 1937 le congrès annuel de la FNCR,.
Candidat SFIO à 28 ans, sans succès, aux législatives de 1924 dans l'Yonne sur une liste socialiste menée par Aristide Jobert, ancien député, exclu de la SFIO, où figurent des membres du Parti socialiste français, distinct de la SFIO, il ne bénéficie pas de l'investiture de ce parti. Il réussit cependant à s'implanter dans ce département par la suite : il est élu conseiller général de Seignelay de 1926 (contre un socialiste indépendant) à 1940, député (1928-1942) indépendant de gauche, élu au scrutin uninominal, maire d'Auxerre, de 1929 - sa liste est élue dès le premier tour - à 1941. Sa liste est réélue en 1935 à Auxerre, grâce au désistement de la liste socialo-communiste, contre celle de la droite, menée par Jean Moreau. Elu député en 1928 au second tour, réélu facilement en 1932 et en 1936 dès le premier tour, il est réélu en 1936 sous le drapeau du Front populaire, avec une étiquette de centre-gauche, face cependant à un candidat socialiste SFIO et un candidat communiste.
À la Chambre des députés, il anime à partir de 1932 le petit groupe parlementaire de la gauche indépendante (Groupe républicain des indépendants de gauche), qui se situe au centre-gauche; il est issu d'une scission du groupe précédent des indépendants de gauche : il est son secrétaire,, préside à ce titre ses réunions et est consulté lors de la formation de gouvernements. Il est vice-président de la commission de l'aéronautique et préside la commission de la Marine militaire de juin 1936 à 1939. Il préside aussi le groupe parlementaire du cinéma. À ces titres, il publie dans les années 1930 de nombreux articles dans la presse sur l'aviation et la flotte française, dans plusieurs quotidiens tels L’Œuvre, Paris-Soir, L'Homme libre, Le Journal, Le Quotidien, La République. Le quotidien Comoedia le charge en 1932 de relater sa visite des studios d'Hollywood à l'occasion de son séjour aux États-Unis. Il l'évoque aussi dans La Griffe. Il milite alors pour un contingentement des films américains en France. Il réussit à vendre à un producteur un de ses romans (L'Escadrille amoureuse) dont l'adaptation cinématographique, L'Escadrille de la chance, sort en 1938.
Ce franc-maçon est membre du Comité central de la LICA (1931-1933) et membre ensuite de son comité d'honneur,. Il s'éloigne de cette organisation en 1936 au sujet des Jeux de Berlin : il est partisan de la tenue des Jeux Olympiques de 1936 à Berlin, au nom de l'autonomie du sport et par pacifisme, tout en assurant la LICA qu'il demeure hostile « à la politique hitlérienne et à la politique antisémite ». Le ministre de l'éducation nationale l'avait chargé quatre ans plus tôt d'accompagner la délégation française aux Jeux olympiques d'été de 1932, à Los Angeles,,. Il accompagne la délégation française à Berlin et y reçoit une décoration nazie. Celle-ci va lui sauver la vie en 1940 lorsque, maire d'Auxerre, les Allemands menacent de le fusiller. Membre du Comité France-Allemagne, ce pacifiste s'exprime en 1937 en faveur d'un rapprochement entre la France et l'Allemagne alors dirigée par Hitler. Pour autant, il est conscient l'année suivante de la course aux armements menée par l'Allemagne et de ses revendications coloniales.
Il ne prend pas part au vote du 10 juillet 1940. À Auxerre, il reste maire après l'installation du régime de Vichy. Le conseil municipal est remanié en mars 1941, avec l'entrée de plusieurs de ses adversaires battus de 1935 dont Jean Moreau, nommé premier adjoint. Il démissionne le 18 juin 1941.
Parallèlement, il fait un temps partie des parlementaires de gauche qui entendent conserver un rôle politique. Il participe en octobre 1940 à une réunion de personnalités de gauche au siège du Parti populaire français, aux côtés de Marcel Déat et de ses proches et d'autres parlementaires, SFIO comme Paul Faure ou Charles Spinasse, néo-socialistes comme Adrien Marquet, radicaux comme René Château, républicains-socialistes comme Eugène Frot, de la gauche indépendante comme Antoine Cayrel. Il assiste en 1941 à une réunion préparant la fondation du Rassemblement national populaire (RNP) de Déat,.
Il donne des articles à des journaux collaborationnistes comme L’Œuvre de Déat, ou Les Nouveaux Temps. Il est le chef de la rubrique sportive du quotidien de Déat en 1940-1941. Il écrit cependant entre 1940 et 1942 quelques articles politiques, montrant son attachement à la République face aux rumeurs de restauration de la monarchie, et géopolitiques, flattant parfois Déat. Il donne quatorze tribunes aux Nouveaux temps de Jean Luchaire entre novembre 1940 et 1942.
En 1942, il s'éloigne de la politique et devient directeur à Paris du théâtre Saint-Georges,, qu'il quitte en 1943. Il reprend et dirige cette année-là le théâtre Édouard-VII. Il fait jouer en 1942 une pièce à l'Odéon, La duchesse en sabots, qui ne convainc pas la critique. Il continue à collaborer à L'Œuvre jusqu'en 1944, y tenant désormais la rubrique théâtrale.
À la Libération, il figure en 1944 sur la liste des collaborateurs établie par le Comité national des écrivains. Il sert alors comme officier dans les Forces françaises de l'intérieur à Bourges. C'est là qu'il est arrêté début 1945. Il est acquitté par la Cour de justice de la Seine en mai 1947, grâce notamment à sa participation aux combats de la Libération et parce que son dossier apparaît léger : le ministère public ne lui reproche que quelques articles anglophobes de 1940, il n'a pas voté les pleins pouvoirs au maréchal Pétain, a démissionné de sa fonction de maire en juin 1941 et a été attaqué par des journaux collaborationnistes,,,.
Après la guerre, il dirige sa propre maison d'édition (La tour du guet) où il édite aussi ses propres œuvres. Il renoue avec les milieux politiques dès 1948. Il assiste cette année-là au banquet du cinquantenaire du Comité républicain du commerce, de l'industrie et de l'agriculture, présidé par le président de la République Vincent Auriol, aux côtés de parlementaires de la IVe République, souvent anciens parlementaires de la IIIe République. Il fréquente des membres de l'Association des représentants du peuple de la IIIe République comme Pierre-Étienne Flandin, ancien député de l'Yonne.
Mais il ne parvient pas à retrouver un mandat parlementaire. Sous la IVe République, il échoue en 1948 aux élections sénatoriales,, il présente sans succès une liste apparentée à la SFIO aux élections législatives de 1951 et de 1956 : il est candidat cette année-là en janvier, menant le combat à la fois contre la guerre d'Algérie et contre toute charge fiscale supplémentaire, puis en juillet à l'occasion d'une élection partielle à la suite de l'invalidation de Jean Lamale, poujadiste; il est alors investi par les indépendants de gauche et par la fédération radicale du département,, mais il ne dépasse pas le premier tour. Sous la Ve République, il se porte candidat aux élections de 1958 contre Jean Moreau, un communiste, et un gaulliste, René Walter, élu, et il est battu au second tour en 1962 dans la première circonscription (Auxerre) par un nouveau venu gaulliste, Pierre Lemarchand, dans le cadre d'une triangulaire. Il est investi à la fois par le Parti radical et la fédération de l'Yonne des indépendants de gauche. Il est vice-président du parti radical vers 1961.
Il réussit cependant à se faire élire à nouveau conseiller général du canton de Seignelay, de 1955 à 1979, et conseiller municipal. En 1965, il est même élu conseiller municipal dans deux communes, à Seignelay et à Sougères.
Auteur prolifique, de poèmes, romans et pièces de théâtre, un des premiers présidents fondateurs de l'Académie des Poètes classiques de France, il a reçu un prix en 1923 et en 1952 le Grand prix de l'Académie française.

## Mandats
- Député Indépendant de gauche puis Gauche indépendante de l'Yonne de 1928 à 1942.
- Maire d'Auxerre de 1929 à 1941.
- Conseiller général du canton de Seignelay de 1926 à 1940 puis de 1955 à 1979.
- En 1965, il est élu conseiller municipal dans deux communes à la fois (Seignelay et Sougères-sur-Sinotte) : il avait alors eu dix jours pour faire son choix entre les deux mandats[101].

## Famille et vie privée
La fille de son épouse Maude Delépine, était mariée à Félix Gaillard, président du Conseil.

Il est depuis l'avant guerre un homosexuel notoire,. Le romancier Julien Green le cite dans son journal à la date du 16 avril 1933 : « Jean-Michel Renaitour, parlementaire et pédéraste, a couché et, je pense, entretenu un peu Cartonnet (pour qui j'ai souffert de tant de désirs (...) ». Daniel Guérin décrit Renaitour comme son « maître es-homosexualité » : 

« Ce maître s’appelait Jean-Michel Renaitour. Il a été aviateur pendant la guerre 1914-1918 et il venait à Paris faire une foire homosexuelle carabinée dans ses permissions. Il a été député de l’Yonne, maire d’Auxerre, et il connaissait des centaines de garçons ! Tous étaient plus ou moins gymnastes et nous assistions ensemble à des rencontres sportives. Je me rappelle des matches homériques de water-polo entre deux équipes de superbes garçons. Nous allions aussi à Auxerre et nous faisions les professeurs de natation avec de jeunes paysans de l’Yonne. Toute mon initiation venait de là. Il avait une telle cour de garçons autour de lui qu’il m’en restait assez pour avoir des aventures. C’est ainsi qu’il m’a mis dans les bras de nombreux mecs. »

Quelques journaux font allusion à son homosexualité dans l'entre-deux-guerres. Sous l'Occupation, il est l'une des cibles d'Alain Laubreaux, le critique dramatique de Je suis partout,. À la Libération, l'hebdomadaire de la résistance intellectuelle Les Lettres françaises est plus précis, notant par exemple : 

« Que devient M. Renaitour ? S'est-il, si nous osons nous exprimer ainsi, retiré... sous sa tente ? Voilà longtemps en tout cas qu'en dehors de sa sympathie pour l'Allemagne, ses autres goûts un peu particuliers ne sont plus un secret pour personne. Voilà une quinzaine d'années il arriva un jour à la Chambre escorté d'une très jolie femme. André Tardieu, qui se trouvait là, se retourna vers un journaliste et, lui désignant Jean-Michel : - Hein, avouez qu'il choisit bien ses alibis !. »

 Le journaliste Jean Queval  mentionne aussi l'homosexualité de Renaitour dans son livre paru en 1945 dénonçant les journalistes ayant collaboré. Le périodique de la LICA y fait allusion en 1948.

## Publications
- Au-dessus ou au cœur de la mêlée, une polémique républicaine par J. M. Renaitour, Stéphane Servant, Paul-Hyacinthe Loyson. Avec une lettre de Romain Rolland, éditions de la revue L'Essor, 1916, 94 p.
- Arès, le mauvais dieu..., Éditions de L'Essor, Paris, 1916
- L'Horizon des échos, poèmes, Éditions de Vivre, Paris, 1917
- Les Olympiques, poèmes, E. Sansot, Paris, 1917
- La Lyre et les armes, poèmes, Édition de la revue Le Scarabée, Paris, 1917
- La Muse et les ailes[112], Paris, 1918 (Prix Archos-Despérouses)
- La Mort du feu, poèmes de l'année 1918, Jouve, Paris, 1919, 175 p.
- Cheveux au vent, poèmes, Jouve, Paris, 1921, 206 p.
- Délos, ou l'Île flottante, roman de mœurs révolutionnaires, B. Grasset, Paris, 1921
- La Revanche des muses, roman, A. Michel, Paris, 1922
- L'Enfant chaste, roman, A. Michel, Paris, 1923
- Monsieur Scepticus, roman, Delalain, Paris, 1923
- L'Escadrille amoureuse, Ollendorff, Paris, 1924
- Portraits contemporains : Francis de Croisset, étude critique, Éditions de la Griffe, Paris, 1925
- Mes coups de griffe : essais critiques sur André Gide, Louis Dumur, Léon Daudet, Paul Claudel, Francis Jammes, Jean Moréas, Anna de Noailles, Éditions de la Griffe, Paris, 1925
- Choix de poèmes, Figuière, Paris, 1933
- Les Débris du bonheur, Mercure universel, Paris, 1933
- Les Deux Amériques, Nouvelles Éditions latines, Paris, 1933, 198 p.
- Les Fils d'Icare, histoires d'aviation, Nouvelles éditions latines, Paris, 1933
- L'Enlèvement. Madame Acajou, Baudinière, Paris, 1934
- Vive le sport ! Nouvelles éditions latines, Paris, 1934
- Commerce d'idées, essais, Nouvelles éditions latines, Paris, 1934
- Le Traître, roman, V. Bresle, Paris, 1934
- Où va le cinéma français ? Baudinière, Paris, 1937
- Notre marine, préface d'Édouard Herriot, avant-propos de l'amiral Lucien Lacaze, Baudinière, Paris, 1939
- Les Compagnons du héros, Baudinière, Paris, 1941
- Essais de théâtre : Le Dernier Amant. Passions tropicales. Le Soleil levant, Debresse, Paris, 1941
- Essais de théâtre : L'Or du Pérou... Caprices divins. La Revanche. La Sirène. L'Empereur du Mexique. Mademoiselle Tarzan. Pierre et Jean. La Duchesse en sabots, R. Debresse, Paris, 3 vol., 1941-1942
- Jours d'aventures, préface de Pierre Benoit, R. Debresse, Paris, 1942
- Gil Blas de Santillane, pièce en 5 actes et un épilogue d'après le roman de Lesage, Paris, Odéon, 3 février 1944
- Les Destins légendaires, Éditions de la Tour du Guet, Paris, 1947
- Les Bucoliques, d'après Virgile, version nouvelle, en vers français, Éditions de la Tour du guet, Paris, 1949
- Le Grand-Duché, Éditions de la Tour du guet, Paris, 1949
- Poésie de l'histoire, Éditions de la Tour du guet, Paris, 1949
- Passions tropicales, roman, Éditions de la Tour du guet, Paris, 1949
- Le Séducteur, roman, Éditions de la Tour du guet, Paris, 1949[113]
- Zénobie, Éditions de la Tour du Guet, Paris, 1949
- Études latines : d'après Catulle, Martial, Stace et Properce, A. Lemerre, Paris, 1950
- La Belle endormie, petite suite guinéenne, Éditions de la Tour du guet, Paris, 1951
- Nocturnes, Éditions de la Tour du guet, Paris, 1951
- Études latines, Paris, 1951, prix Langlois de l’Académie française
- Feu tournant, Nouvelles Éditions latines, Paris, 1952
- Robert le Pieux, Éditions la Tour du guet, Paris, 1952
- Le Rêve et l'Action, choix de poèmes, Éditions de la Tour du guet, Paris, 1952
- Nouvelles études latines, A. Lemerre, Paris, 1952
- La Mémoire fidèle, Nouvelles éditions latines, Paris, 1952
- L'amour au Moyen Âge, récits, Baudinière, Paris, 1953
- Le Tombeau de Tibulle, Éditions de la Plume d'or, Paris, 1953
- Le Comte de Toulouse, Baudinière, Paris, 1953
- L'Argentier du Roy, roman, Éditions de la Tour du guet, Paris, 1953 (Prix d'Académie 1954)
- Hier et aujourd'hui, Éditions de la Plume d'or, Paris, 1954
- Properce, Éditions de la Plume d'or, Paris, 1954
- L'archer du Roy, Paris, 1954, (Prix d'Académie)
- Les Délices de Capoue, Éditions du Scorpion, Paris, 1957
- Le Rendez-vous d'Afrique, Éditions du Scorpion, Paris, 1957
- Riche comme Crésus, Éditions du Scorpion, Paris, 1957
- Le Théâtre à Paris, Éditions du Scorpion, 1958-1961

- Strictement confidentiel, poèmes, Éditions de la Plume d'or, Paris, 1959
- Auto-stop, Nouvelles éditions latines, Paris, 1965
- Le Règne animal, Éditions de la Plume d'or, Paris, 1967
- Humour d'antan. Bouquet fané, Éditions de la Plume d'or, Paris, 1969
- Fleurs en papier, Éditions de la Plume d'or, Paris, 1969
- Le Jardin secret, Nouvelles éditions latines, Paris, 1969
- Contestations, Éditions de la Plume d'or, Paris, 1970
- Les Eaux calmes, Éditions de la Plume d'or, Paris, 1970
- Le Travail des autres, Nouvelles éditions latines, Paris, 1971
- La Distribution des prix, Nouvelles éditions latines, Paris, 1971
- Les Épopées, Nouvelles éditions latines, Paris, 1971
- Improvisations, Éditions de la Plume d'or, Paris, 1972
- Érato, J. Grassin, Paris, 1972
- Calliope, J. Grassin, Paris, 1973
- Ce soir si tu veux, J. Grassin, Paris, 1974
- Polymnie, J. Grassin, Paris, 1974
- Clio, récits, J. Grassin, Paris, 1975, préface de Jacques Rueff
- La Visite au musée, Éditions de la Plume d'or, Paris, 1975
- Melpomène, J. Grassin, Paris, 1976
- Thalie, J. Grassin, Paris, 1976
- Sourires, Éditions de la Plume d'or, Paris, 1976
- La Course au bonheur, J. Grassin, Paris, 1977
- Mon Frère d'armes , Presses du Monteil, Pessac, 1977
- Uranie, chroniques et causeries, J. Grassin, Paris, 1977
- L'Amour chez les Romains à l'époque d'Auguste à travers dix grands poètes : Virgile, Horace, Catulle, Properce, Tibulle, Stace, Martial, Lygdamus, Spurinna, Ovide, J. Grassin, Paris, 1978, prix du Docteur-Binet-Sanglé de l’Académie française en 1979
- Euterpe, chroniques et causeries, anecdotes et souvenirs, J. Grassin, Paris, 1979
- Terpsichore, chroniques et causeries, anecdotes et souvenirs, J. Grassin, Paris, 1979
- Au pays de Guillaume Tell, divagations d'un voyageur, J. Grassin, Paris, 1980
- Personne n'aime personne, J. Grassin, Paris, 1982, (ISNI 0000-0001-2128-0556)[114]
- Pour retarder l'oubli, J. Grassin, Paris, 1982
- Débats publics, Nouvelles éditions latines, Paris, s.d.
- Jean Ier, roi de France, récit d'un contemporain, Nouvelles éditions latines, Paris, s.d.
- La Mémoire trop fidèle, Nouvelles éditions latines, Paris, s.d.
- L'Homme à fables, Éditions de la Plume d'or, Paris, s.d.
- L'Homme et les bêtes, Éditions de la Plume d'or, Paris, s.d.
- Miscellanées, Éditions de la Plume d'or, Paris, s.d.
- Le Mauvais Exemple, Éditions du Scorpion, Paris, s.d.

## Préfaces
- Kitty Arnault (illustrations d'Alexis Hinsberger, préface de Jean-Michel Renaitour), Sur les ailes du hasard, Presses du Monteil, Pessac, 1979

## Décorations et distinctions

### Décorations
- Croix de guerre 1914–1918 (1918)
- Commandeur de l'ordre des Palmes académiques

### Distinctions
- 1918 : Prix Archon-Despérouses de l’Académie française
- 1951 : Prix Langlois de l’Académie française
- 1954 : Prix d’Académie de l’Académie française
- 1979 : Prix du Docteur-Binet-Sanglé de l’Académie française